# Фридрих, Эрнст
Эрнст Фридрих (25 февраля 1894 — 2 мая 1967) — немецкий анархо-пацифист.

## Биография

### Детство и юность
Эрнст Фридрих родился в Бреслау (ныне Вроцлав, Польша) и был тринадцатым ребенком в семье уборщицы и шорника. После окончания начальной школы в 1908 году он начал учиться на книгопечатника, но вскоре бросил учебу и стал изучать актерское мастерство. Зарабатывал себе на жизнь, работая на фабрике. Он был одним из основателей Бреславской ассоциации рабочей молодежи. В 1911 году он стал членом социал-демократической партии Германии. С 1912 по 1914 год Эрнст путешествовал по Дании, Швеции, Норвегии и Швейцарии. В 1914 году он дебютировал как актер в своем родном городе и выступил в Королевском театре в Потсдаме.

### Первая Мировая Война
Во время Первой мировой войны Эрнст попал под военный призыв, но решил стать отказником по соображениям совести. Из-за чего был помещен в психиатрическую больницу, затем обвинен в саботаже и заключен в тюрьму в Потсдаме в 1917 году. В конце 1918 года он вышел на свободу в связи с германской революцией 1918—1919 годов.

### Веймарская республика
Фридрих принимал активное участие в восстании Спартакиствов. После окончания войны он стал членом молодежной организации Freie sozialistische Jugend, возглавляемой Карлом Либкнехтом и Розой Люксембург. После роспуска в 1920 году он основал свою собственную анархистскую молодежную группу «Freie Jugend» в Берлине. Группа также имела представителей в Пройссене, Заксене, Тюрингене, Рейнланде, Вестфалии, а также в Австрии и Швейцарии. Журнал Freie Jugend контактировал с разными группами, а его издателем до 1926 и стал Фридрих. С 1923 года группа объединилась с Syndikalistisch-Anarchistische Jugend Deutschlands (SAJD), анархо-синдикалистским молодежным движением, продвигающее идеи антимилитаризма. В промежутке между двумя мировыми войнами Эрнст Фридрих занимался активизмом, направленным против милитаризма. Помимо прочего, он выступил с речью на антивоенной демонстрации перед Берлинским собором 31 июля 1921 года, в которой приняли участие более 100 000 человек.
Его квартира в Фридрихсхайне стала местом встречи и коммуной для молодых анархистов. В 1925 году он основал Anti-Kriegs-Museum (Антивоенный музей) в Берлине, потому что хотел создать пространство для мирного просвещения. Его самая известная книга Krieg dem Kriege («Война войне»), опубликованная в 1924 году, стала прямым результатом его исследований, проводимых для музея. В книге показываются зверства войны в картинках.

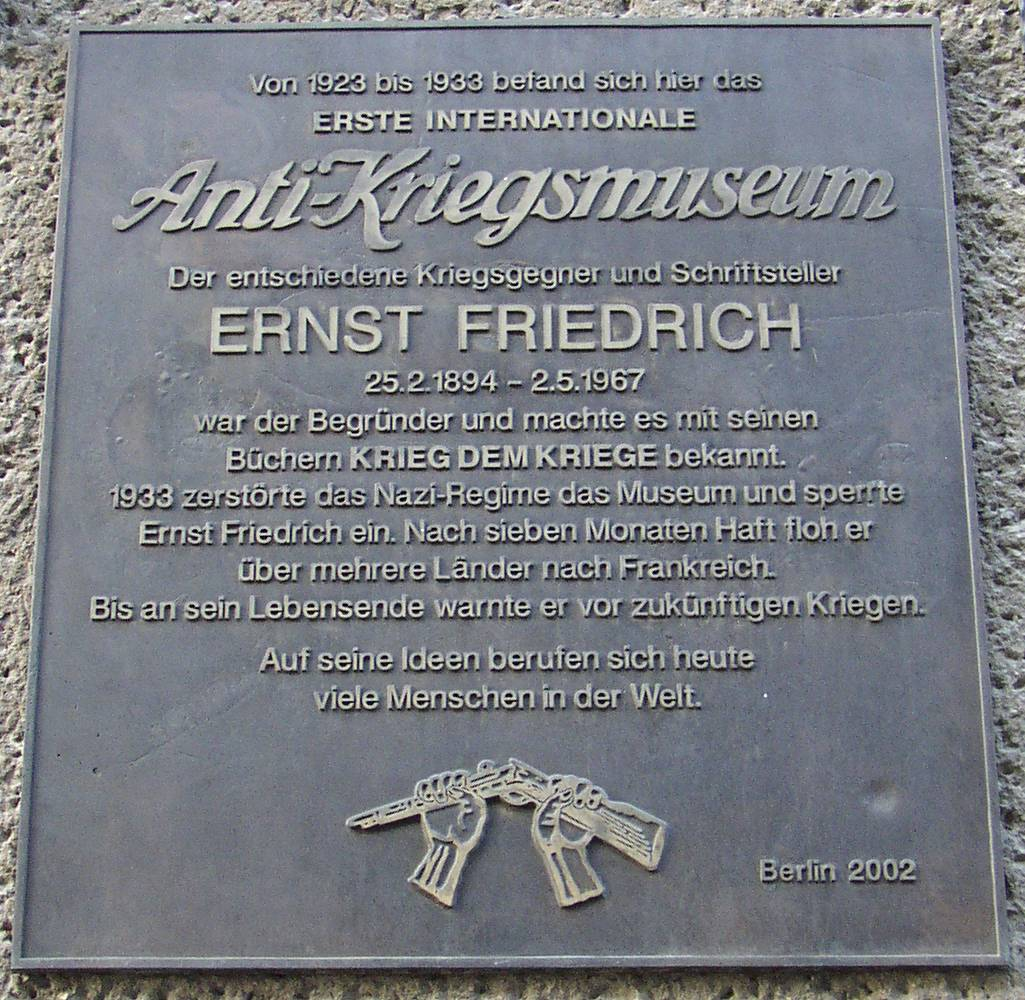
Мемориальная доска в Берлине-Митте

Позже он стал публиковать еженедельный журнал «Die schwarze Fahne» («Черный флаг»), тираж которого достиг 40 000 экземпляров.
Фридрих был близким другом Генри Якоби и Эриха Мюсама. Якоби в своих воспоминаниях называл его «апостолом радикального молодежного движения, пророком антииерархического социализма [и] агрессивного антимилитаризма». В качестве редактора журнала «Freie Jugend» Эрнст Фридрих посвятил несколько выпусков 1924 года политзаключенным Веймарской республики, в том числе Эриху Мухаму.
Его публикации часто оказывались запрещены или конфискованы, и Фридриху регулярно предъявлялись обвинения в совершении различных преступлений. Адвокат Ханс Литтен защищал его по нескольким делам. 14 ноября 1930 года Эрнст был приговорен к одному году тюремного заключения за политическую деятельность. Он принимал участие в распространении антимилитаристских текстов среди полиции и военных.

### Нацистская Германия и Вторая мировая война
Он стал жертвой нацистского террора еще до прихода к власти Гитлера в 1933 году. Он постоянно становился жертвой насильственных нападений со стороны Sturmabteilung, и окна его музея оказывались разбиты так часто, что он больше не мог найти страховку для этого случая. После поджога Рейхстага Эрнст Фридрих был арестован (28 февраля 1933 года). Его музей был разрушен нацистами и превращен в объект Sturmabteilung. После освобождения в декабре 1933 года он бежал в другие европейские страны. Некоторое время ему удавалось прятаться в Quaker Rest Home.
В 1936 году он открыл новый музей в Брюсселе, который снова был разрушен после того, как Германия вторглась в Бельгию в 1940 году. Эрнст Фридрих бежал со своим сыном, также названным Эрнст, во Францию. Там он был арестован представителями Вишистской Франции и заключен в лагере св. Киприана, а затем переведен в концентрационный лагерь в Гюрсе. Через 18 месяцев ему удалось сбежать, но уже в 1943 году он был вновь арестован гестапо. Он снова сбежал и стал членом французского Сопротивления. Неподалеку от деревни Барре-де-Севенн в департаменте Лозер он занялся фермерством в имении «La Castelle» вместе со своей второй женой Мартой Сен-Пьер. Фридрих боролся за освобождение Нима и Алеса и был дважды ранен. Он спас около 70 детей еврейского детского дома от депортации.

### После второй мировой войны
После войны Фридрих стал членом Французской социалистической партии. С 1947 года он работал над созданием нового антивоенного музея в Париже.
Он получил грант на 1000 долларов от международного фонда. На эти средства он приобрел судно и превратил ее в «мирную лодку» Arche de Noé («Ноев ковчег») и оставил её на якоре возле острова Сена в Вильнёв-ла-Гарен. С 1950 по 1953 год он опубликовал три номера журнала Bordbrief.
В 1954 году он получил компенсационные деньги за потерю своего имущества и за свои ранения во время власти нацистской Германии. На эти деньги он купил 3000 м² леса на острове Сена недалеко от Ле Перро-сюр-Марн. Там в 1954 году он основал международный молодежный центр, с 1961 года ставший центром для рабочей молодежи.
В конце своей жизни он страдал от тяжелой депрессии. Его могила находится в 5-м отделении кладбища Ле Перре-сюр-Марн, Валь-де-Марн.

## Наследие
Остров, который он купил, был продан после его смерти. Его литературная усадьба была разрушена.
В 1982 году антивоенный музей в Берлине был вновь открыт.